# Kostel Povýšení svatého Kříže (Lobeč)
Římskokatolický filiální kostel Povýšení svatého Kříže v Lobči je sakrální stavba stojící severovýchodně nad vsí uprostřed hřbitova. Od roku 1966 je kostel chráněn jako kulturní památka.

## Historie
Původně byl kostel v gotickém slohu. Ve 14. století byl označován jako farní kostel. Kolem roku 1532 byl přestavěn a později barokně upraven.

## Architektura
Kostel je jednolodní čtvercová budova s pravoúhlým presbytářem a obdélníkovou sakristií a oratoří po stranách. Na jižní straně kostela na vnější stěně lodi je zazděna špatně čitelná pískovcová deska s nápisem a letopočtem: Mistr Jan Hus tu s. Girzi leta 1532.
V průčelí kostela je půlkruhový portál s erbem. Uvnitř má kostel plochý strop. Kruchta je dřevěná.

## Zařízení
Původní hlavní oltář byl raně barokní z období kolem roku 1660. Byla na něm pozoruhodná soška Madony ze stejného období. Tento oltář byl odstraněn na panskou oratoř a na jeho místě se nachází rokokový oltář s původním obrazem. Kazatelna se čtyřmi soškami evangelistů byla postavena kolem roku 1700. V oratoři je raně barokní epitaf Odolena z Věžníku snad z roku 1685. Dále jsou zde mramorové náhrobky z roku 1838 a z roku 1872.

## Okolí kostela
V rohu hřbitova je umístěna zděná hranolová zvonice. Je členěná lizénami. Hřbitov má rozlohu 1779 m². Je zde pohřben spisovatel Eduard Štorch.